# La Loi des mâles
La Loi des mâles est un roman historique écrit par Maurice Druon et publié en 1957.
Il est le quatrième tome de la série des Rois maudits. Il est précédé par le roman Les Poisons de la Couronne ; le tome suivant est La Louve de France.
L'action du roman débute en juin 1316 et se termine six mois après, en janvier 1317.
Dans l'adaptation télévisée de 2005, il occupe la première partie du quatrième épisode, qui porte cependant pour titre celui du cinquième tome, La Louve de France. Celui-ci est partagé entre les épisodes 4 et 5, le dernier portant le titre du sixième tome, Le Lis et le Lion.

## Résumé

### Première partie:Philippe Portes-Closes
À Lyon, Philippe de Poitiers se proclame régent de France dès que la nouvelle de la mort de son frère lui parvient. Pour hâter l’élection d'un pape, il organise une messe et invite tous les cardinaux et leur suite dans l’église des Jacobins, puis fait murer l’édifice : les hauts ecclésiastiques n’en sortiront que lorsqu’ils auront élu un pape. Guccio, qui accompagne Jacques Duèze, fait partie du conclave en qualité de secrétaire du cardinal.  
Pendant ce temps, Marie de Cressay, qui avait épousé secrètement Guccio, est placée, grâce à l'intervention de Spinello Tolomeï et du chambellan Bouville, dans un couvent, ce qui permet d’apaiser ses frères.
Cependant, malgré le fait qu'il ait été le premier à s'être déclaré régent, Philippe de Poitiers doit faire face à deux autres candidats : son oncle Charles de Valois, qui tient le Palais de la Cité ainsi que la reine Clémence de Hongrie, qui est enceinte (du futur roi de France, si c'est un garçon) ; et Eudes IV, duc de Bourgogne, qui soutient le droit de sa nièce, Jeanne de Navarre, au trône. Philippe regagne Paris au pas de course : il réussit à éloigner Charles de Valois de la capitale et, avec l'aide de son oncle Louis d'Évreux et du connétable du royaume, Gaucher de Châtillon, il s'empare du Palais de la Cité. Avec le palais entre ses mains et le soutien de plusieurs grands barons (dont sa belle-mère, Mahaut), il convoque les pairs de France pour se faire reconnaître régent. Il engage de nombreuses consultations et tractations secrètes pour faire confirmer sa qualité de régent du royaume. Il utilise notamment ses filles comme « monnaies d'échange », dans le cadre d'alliances matrimoniales, notamment l'aînée, Jeanne, qui est promise au duc de Bourgogne.
Pendant ce temps, à Lyon, les cardinaux sont forcés, par le régent, de se réunir en conclave pour élire un nouveau pape, sous la bonne garde de Jean Ier de Forez. 
Pour sa part, Robert d'Artois quitte Paris et se rend en Artois.

### Deuxième partie:L'Artois et le conclave
Robert d'Artois annonce à ses barons qu'il va reconquérir l'Artois par les armes.
À Lyon, dans l’église des Jacobins, après un mois de réclusion forcée, les cardinaux sont furieux. Leurs perspectives sont limitées, puisque les prélats ne s’entendent pas. Pour se faire élire, Jacques Duèze, favori de la France, fait courir le bruit qu’il est mourant. En réalité, le cardinal se porte comme un charme, mais, chez les autres hauts dignitaires du clergé, la rumeur prend. Les prélats font alors le raisonnement suivant : « Élisons-le, sortons ainsi de cet endroit et, puisqu’il ne va pas tarder à mourir, on pourra plus tard voter sérieusement. » C’est ainsi que Duèze est élu, le 7 août 1316, sous le nom de Jean XXII ; celui qu’on disait à l’agonie gouvernera l’Église pendant 18 ans.
Mahaut d'Artois exulte : son gendre est régent, et si l’enfant de la reine n’est pas un garçon, alors sa fille Jeanne sera reine. Mahaut avoue à Philippe de Poitiers qu'elle a empoisonné Louis X ; son gendre s'en montre horrifié.
Philippe de Poitiers lève une petite armée et se rend en Artois, afin de faire cesser les exactions de Robert. Celui-ci se rend et est placé en détention par Philippe, à la prison du Châtelet, jusqu'à ce que les amis de Robert se soient rendus.

### Troisième partie:De Deuil en Sacre
Marie de Cressay accouche en même temps que la reine. Les deux nourrissons sont des garçons et tous deux se prénomment Jean. Hugues de Bouville propose alors à Marie de devenir la nourrice de l’enfant royal. 
L'annonce de l'accouchement de Clémence, au surplus d'un enfant mâle, Jean, en excellente santé, rend Mahaut d'Artois furieuse : sa fille ne pourra jamais monter sur le trône. Elle décide donc d’assassiner le bébé au cours de la cérémonie de présentation du nouveau-né aux vassaux. Bouville, qui est chargé de la sécurité de l’enfant, est au courant de ces menaces. Il prend une décision lourde de conséquences : il va intervertir l’enfant de Marie avec le jeune roi. Le 19 novembre 1316, Mahaut porte l'enfant à son baptême, essuie ses lèvres avec un mouchoir empoisonné, le faisant rapidement trépasser. Tout le monde pense que c’est le roi qui vient de mourir, alors qu'en réalité c'est le fils de Marie. Bouville, paniqué, ne sait que faire : tout avouer ou continuer la supercherie ? Le chambellan, surpris par les événements et empêché d'agir par son épouse, finit par faire jurer à Marie de ne rien dire et renvoie la jeune femme dans sa famille pour élever celui qui aurait dû monter sur le trône de France. De surcroît, Marie est contrainte d’oublier Guccio, qui ignore tout de l’affaire, faute de quoi le jeune homme sera assassiné.
À Paris, deux personnes se disputent. Il y a tout d’abord Philippe de Poitiers qui, apprenant, horrifié, le meurtre du roi, est « tenu » par Mahaut et est contraint de se soumettre aux volontés de celle-ci, en réglant le conflit en Artois par l’arrestation et l’emprisonnement de Robert. Par la suite, la duchesse Agnès de Bourgogne, premier pair de France, revendique les droits de sa petite-fille, la princesse Jeanne : en effet, celle-ci est la fille de Marguerite, « la reine étranglée », et, officiellement, du défunt roi Louis le Hutin ; elle peut donc prétendre à la couronne de France. Mais est-elle réellement la fille de Louis, ou celle de l’amant de sa mère ?
Pour contrer cette prétention, les juristes de Philippe ont invoqué un vieux texte légal en cours au temps de Clovis, donc vieux de huit siècles, appelé « Loi salique », qui interdirait à une femme de monter sur le trône de France. Évinçant le duc Eudes de Bourgogne et ayant acheté à prix d'or son rival Charles de Valois en lui promettant une somme de 100 000 livres, Philippe de Poitiers est sacré roi le 6 janvier 1317. Le récit se termine sur la naissance de l'héritier mâle de Philippe et sur son sacre à Reims .

## Postérieurement à l'intrigue
Dans la préface du tome suivant, intitulé La Louve de France, l'auteur évoque les années qui suivent le couronnement de Philippe V.
De tous les fils de Philippe le Bel, Philippe de Poitiers, désormais Philippe V le Long, est celui qui a sans doute le plus hérité du talent de son père à gouverner. Grand stratège et excellent administrateur, il parvient à établir pour quelque temps une situation économique et sociale stable, réprimant la Révolte des Pastoureaux, qui a grandement affaibli le royaume durant une année, et tentant d’établir une monnaie unique dans le royaume.
Malheureusement, le sort s’acharne contre les héritiers de Philippe le Bel. Philippe V meurt de dysenterie en 1322, après cinq années de règne. Ironie du sort, ses deux filles ne peuvent régner à cause de la Loi salique, autrefois invoquée par leur père, et le seul fils qu'il ait eu est mort huit mois après sa naissance. C’est donc le dernier fils de Philippe le Bel et frère de Philippe V, Charles IV, qui monte sur le trône.

## Personnages
- Philippe V le Long, roi régent auto-proclamé de France, Comte de Poitiers
- Charles de Valois, prétendant roi régent de France, Comte de Valois, oncle de Philippe de Poitiers
- Eudes IV de Bourgogne, prétendant roi régent de France, duc de Bourgogne, frère de Marguerite de Bourgogne, cousin de Charles de Valois, oncle de Philippe
- Charles, frère de Philippe, Comte de La Marche
- Philippe de Valois, fils de Charles de Valois, cousin de Philippe
- Louis de Bourbon, cousin de Charles de Valois, Duc de Bourbon
- Clémence de Hongrie, veuve de Louis X le Hutin, enceinte du prochain roi
- Jeanne, fille de Louis X le Hutin, suspecté de bâtardise
- Gaucher de Châtillon, Connétable du Roi, Comte de Porcien
- Louis d'Évreux, oncle de Philippe
- Mahaut d'Artois, Pair de France et Comtesse de Bourgogne
- Jeanne II de Bourgogne, femme de Philippe, Comtesse de Poitiers, fille de Mahaut
- Robert d'Artois, Comte de Beaumont-le-Roger
- Guccio Baglioni, neveu de Tolomei, banquier lombard
- Eliabel de Cressay,
- Pierre et Jean de Cressay, ses fils
- Marie de Cressay, sa fille
- Spinello Tolomei, banquier lombard de Sienne
- Hugues III de Bouville, chambellan
- Marguerite de Bouville, femme de Hugues de Bouville, comte des Barres
- Jacques Duèze, evêque d'Avignon, prétendant au conclave papal
- Francesco Caetani, cardinal italien, neveu du pape Boniface VIII, prétendant au conclave papal
- Sénéchal de Joinville, biographe de Saint-Louis, Sénéchal de Champagne,
- Anseau de Joinville, fils du Sénéchal de Joinville, proche de Philippe de Poitiers
- Robert de Clermont, fils de Saint-Louis, comte de Clermont-en-Beauvaisis
- Blanche de Bretagne, mère de Robert d'Artois